# Ročna bomba
Ročna bomba je najnaprednejše ročno metalno orožje, ki pa se je v svoji zgodovini bolj malo spremenilo.

## Zgodovina
Prve ročne bombe so se pojavile v 16. stoletju. Do vsakdanje uporabe in dobrega slovesa se je granata prebila šele dve stoletji kasneje, ko so pričeli ustanavljati prve posebne vojaške enote grenadirjev.

## Uporaba
Ročne bombe so pomemben dejavnik v bližinskem boju, urbanem in gverilskem bojevanju. Zaradi svoje priročnosti, a precejšnje eksplozivnosti, ki ji omogoča, da istočasno onesposobi več sovražnikovih enot oz. naprav, ostaja pomemben element pehotne oborožitve.

## Sestava
Osnovno ročno bombo sestavljajo:
- vžigalnik,
- notranja eksplozivna polnitev,
- zunanji plašč.

## Delitev ročnih bomb

### Glede na vrsto
- protipehotne ročne bombe (ročne bombe, ki so namenjene za uničenje sovražnikove žive sile):

- ofenzivne protipehotne ročne bombe (ročne bombe, ki imajo omejen obseg delovanja, ki je manjši od dosega metalne moči orožja)
- defenzivne protipehotne ročne bombe (ročne bombe, ki imajo večji obseg delovanja, ki je večji od dosega metalne moči; metalec mora biti v zaklonu, saj ga v nasprotnem primeru poškoduje lastno orožje)

- protitankovske ročne bombe (ročne bombe, ki so močnejše in namenjene za uničenje sovražnikove tehnologije)
- posebne ročne bombe:

- zažigalne ročne bombe (poleg eksplozivne polnitve so napolnjene z belim fosforjem ali termitom ki se razprši po okolici in povzroči požar)
- dimne/signalne ročne bombe (eksplozija sproži kemično reakcijo, ki povzroči nastanek večjih količin dima; uporabljajo se za označevanje položajev)
- plinske ročne bombe (eksplozija sproži kemično reakcijo, ki povzroči sprostitev bojnega plina ali solzivca).

### Glede na vžigalnik
- udarni vžigalnik (ročna bomba eksplodira ob dotiku; te bombe so nevarne ob primeru nesreče, ko pade vojaku na tla in ga tako ubije; danes se več ne uporabljajo)
- časovni vžigalnik (aktiviranje ročne bombe sproži zakasnelo eksplozijo; po navadi 4-5 s).